# NGC 200
NGC 200 é uma galáxia espiral barrada (SBbc) localizada na direcção da constelação de Pisces. Possui uma declinação de +02° 53' 13" e uma ascensão recta de 0 horas, 39 minutos e 34,7 segundos.
A galáxia NGC 200 foi descoberta em 25 de Dezembro de 1790 por William Herschel.